# Ernst Bodesheim
Ernst Bodesheim (* 21. März 1890 in Schmalkalden; † 28. September 1966 in Augsburg) war ein deutscher Politiker (FDP). Er war von 1946 bis 1950 Abgeordneter des Bayerischen Landtages.

## Leben
Bodesheim erhielt eine Ausbildung als Ingenieur und arbeitete zunächst in praktischer Tätigkeit als Werkzeugmacher. Nach Ablegung des Examens 1913 an der Schinkelschen Bauakademie in Berlin war er bis 1925 als Betriebsingenieur tätig, insbesondere im Bereich der Herstellung Galvanischer Kohlen. Mitte der 1920er Jahre wechselte er in einen kaufmännischen Beruf und wurde Direktor der Niederlassung für Süddeutschland einer schwedischen Gesellschaft für Landmaschinen. 1933 erwarb er einen Großhandel für Werkzeugmaschinen mit angeschlossenem Nebenbetrieb für zahntechnische Geräte in Augsburg.
Bodesheim zählte 1945 zu den Gründungsmitgliedern der FDP Bayern und beteiligte sich an der Gründung der FDP-Ortsgruppe Augsburg. Bei der Landtagswahl 1946 wurde er im Wahlkreis Schwaben (Stimmkreise Augsburg I, Füssen, Günzburg, Markt Oberndorf und Memmingen) in den Bayerischen Landtag gewählt, dem er bis 1950 angehörte. Im Landtag war er von 1946 bis 1950 Mitglied des Kreditausschusses sowie des Ausschusses für Ernährung und Landwirtschaft, von Januar 1947 bis 1950 Mitglied des Ausschusses für Wirtschaft und von Oktober 1949 bis 1950 Mitglied des Ausschusses für den Staatshaushalt sowie des Ausschusses für sozialpolitische Fragen. Des Weiteren gehörte er dem Ende Januar 1947 eingerichteten Untersuchungsausschuss zur Untersuchung der Missstände im Staatsministerium für Wirtschaft und in den Wirtschaftsämtern an.